# Spaniens herrlandslag i rugby union

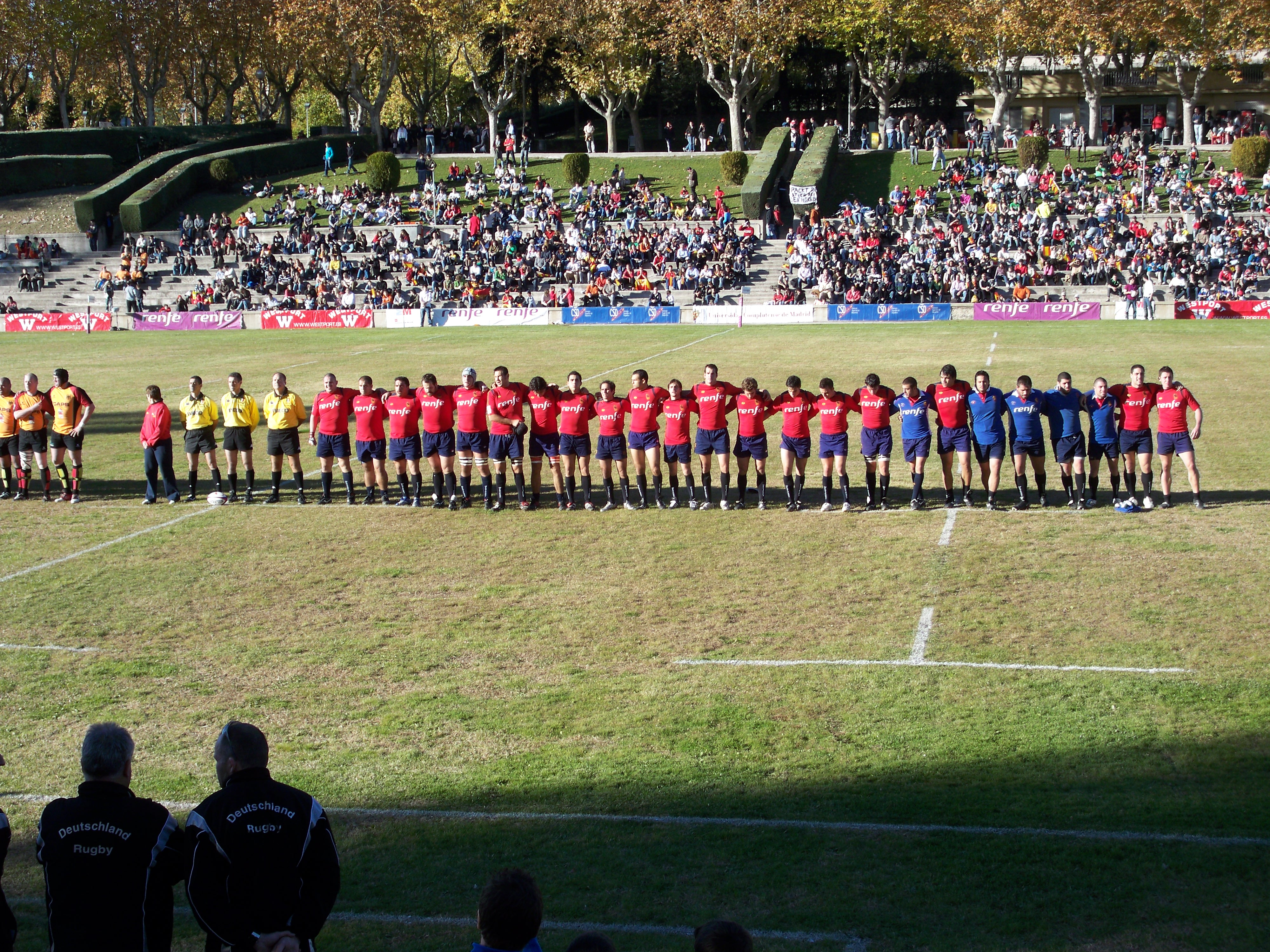
Spaniens herrlandslag i rugby union

Spaniens herrlandslag i rugby union representerar Spanien i rugby union på herrsidan. Spanien har spelat rugby sedan slutet av 1920-talet. Laget spelade sin första match den 11 mars 1927 i Madrid, och förlorade med 6-66 mot en fransk kombination.
Spanien har kvalificerat sig till VM i rugby en gång. Det skedde 1999 och de spelade då i samma grupp som Skottland, Sydafrika och Uruguay. Spanien spelar i färgerna rött och blått.

### Fotnoter
1. ↑  ”Rugby International”. http://www.rugbyinternational.net/countries/spain.htm. Läst 26 augusti 2011.